# Barraca

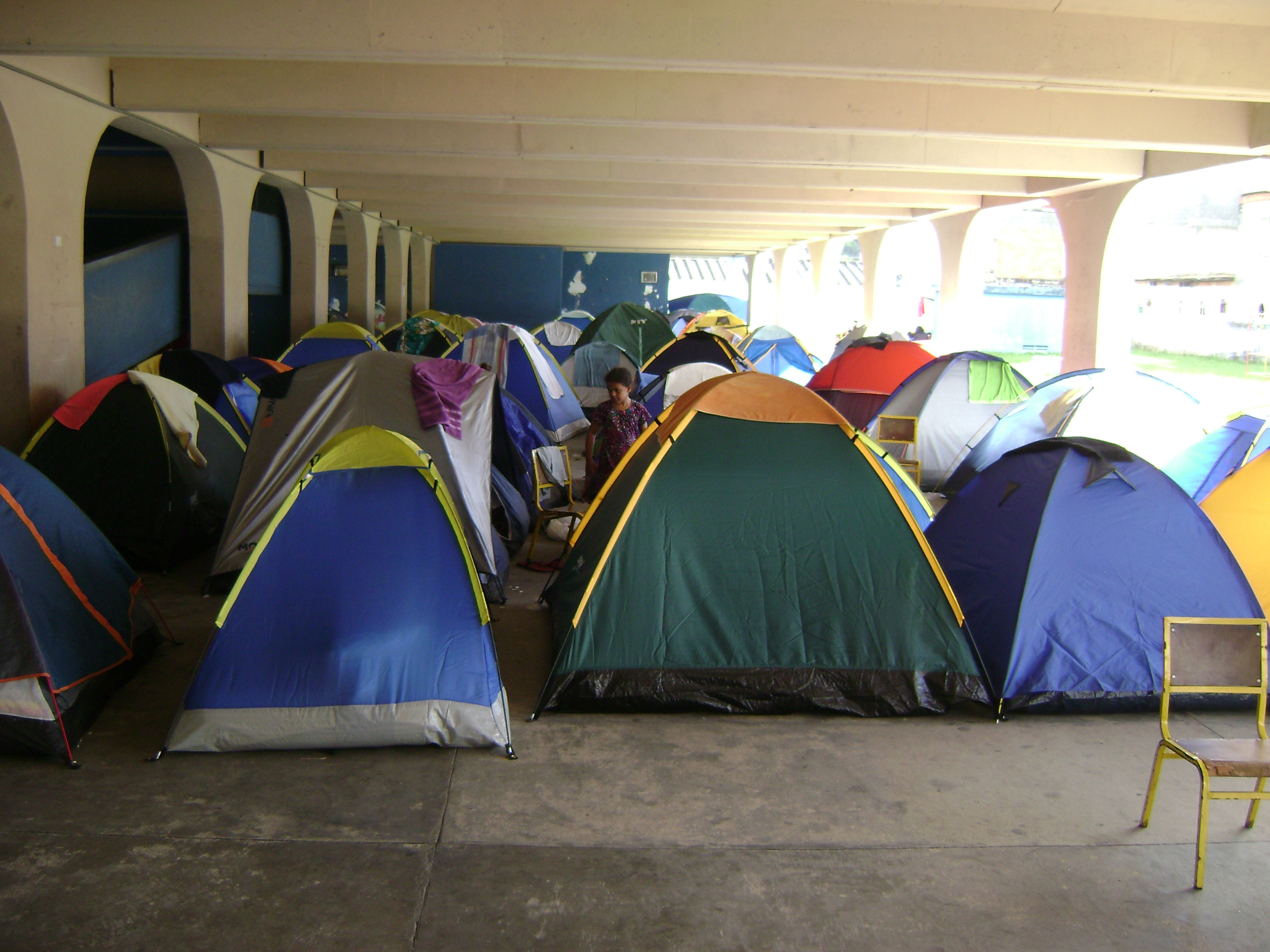
Barracas acampadas na UFF durante o ENEFIL 2011

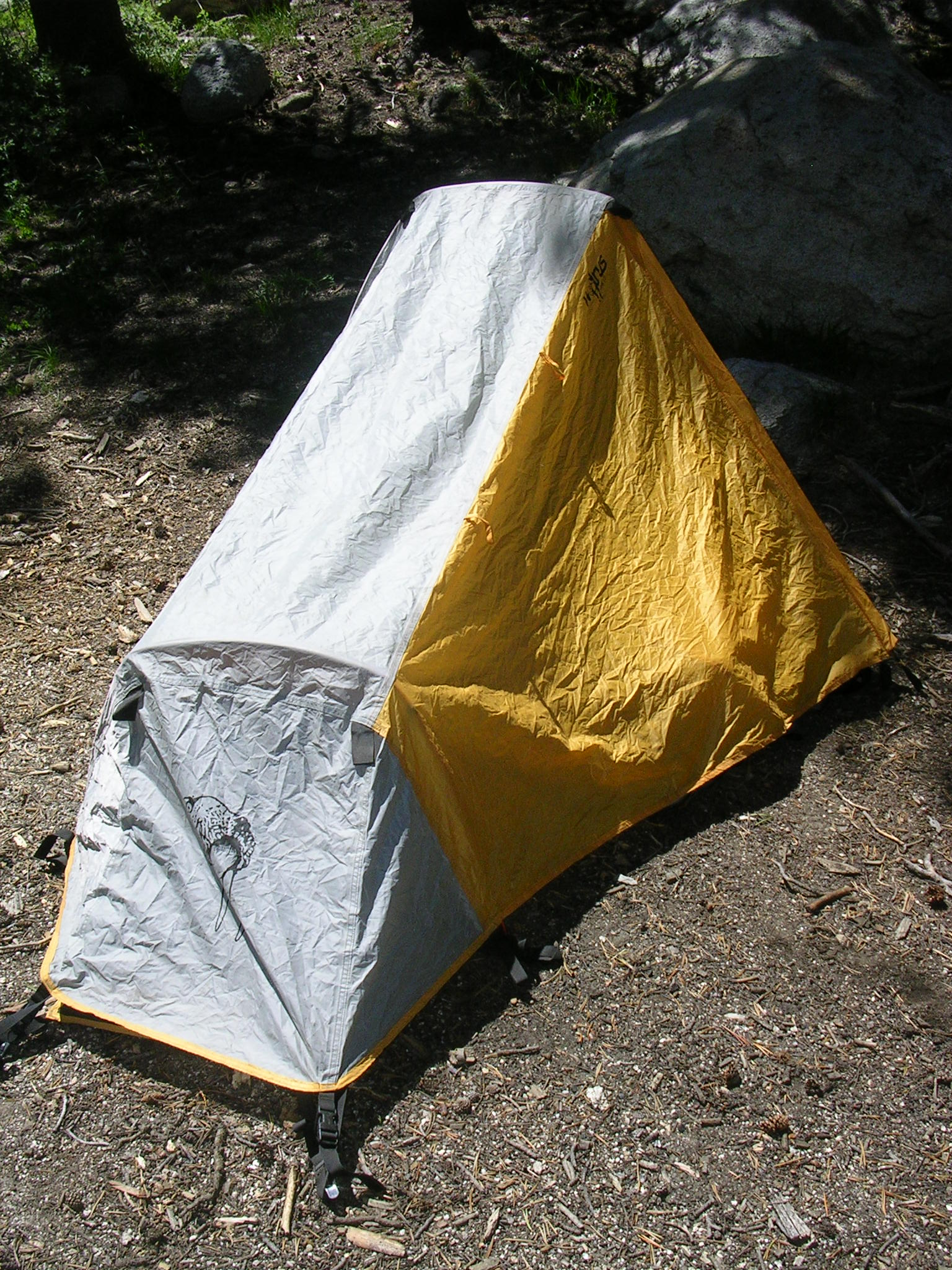
Barraca de campista

Uma barraca ou tenda é um abrigo, consistindo de paredes de tecido ou outro material flexível disposto sobre ou amarrado a uma armação de tubos e/ou cordas. Algumas barracas não necessitam ser presas ao chão, enquanto outras exigem o uso de cordas amarradas em estacas e fixadas no solo. As barracas parecem ter sido utilizadas inicialmente por povos nômades, o seu uso foi disseminado por exércitos em deslocamento e hoje em dia são muito utilizadas para fins recreativos. Barracas modernas podem ser feitas de material resistente ao fogo.

## Tipos de barracas
As tendas variam em tamanho, desde aquelas que mal acomodam uma única pessoa deitada até às grandes lonas de circo, capazes de abrigar milhares de pessoas sentadas.
As tendas para campismo são geralmente transportadas por carro. Dependendo do tamanho e tipo da tenda, e da experiência da pessoa envolvida, elas podem ser montadas e desmontadas entre 5 a 25 minutos.
Tendas menores podem ser suficientemente leves para que possam ser carregadas por longas distâncias por uma pessoa a pé, numa bicicleta, barco ou mesmo por um animal de carga.
As organizações militares da maioria dos países usam barracas para abrigar temporariamente as tropas vivendo e trabalhando em campo aberto sob variadas condições.

### Barracas deCamping
As barracas utilizadas para camping existem de diversas formas e tamanhos, inclusive tipos denominados de barracas diferentes, os tipos de barracas mais conhecidos no meio da cultura Camping, são:

#### Barracas estilo Canadense
Formato Tradicional triangular, com alta resistência. Indicada para caminhos curtos devido ao seu peso. (material de ferro/metal)

#### Barracas estilo Estrutural
Típica barraca familiar. Com estrutura para grupos, normalmente dividida em seções (cômodos). Não recomendado para caminhos largos, devido ao seu peso que normalmente supera os 20 kg.

#### Barracas estilo Iglu
Podem ser divididas em vários tipos de barracas estilo Iglu. Normalmente os três tipos de barracas iglus se dividem em: Iglu Simples, Iglu com avanço e Iglu com Quartos.